# Colletes morawitzi
Colletes morawitzi är en biart som beskrevs av Noskiewicz 1936. Colletes morawitzi ingår i släktet sidenbin, och familjen korttungebin. Inga underarter finns listade i Catalogue of Life.